# Artchis
Artchis (en arménien Արճիս) est une communauté rurale du marz de Tavush, en Arménie. Elle compte 1 109 habitants en 2008.
Artchis est située sur le Debed.